# Менхетн Бич (Минесота)
Менхетн Бич (енгл. Manhattan Beach) град је у америчкој савезној држави Минесота.

## Демографија
По попису из 2010. године број становника је 57, што је 7 (14,0%) становника више него 2000. године.
| Група             | 2000.       | 2010.      |
| Белци             | 50 (100,0%) | 55 (96,5%) |
| Афроамериканци    | 0 (0,0%)    | 0 (0,0%)   |
| Азијати           | 0 (0,0%)    | 0 (0,0%)   |
| Хиспаноамериканци | 0 (0,0%)    | 1 (1,8%)   |
| Укупно            | 50          | 57         |